# Jakob Ekman
Erik Jakob Ekman i riksdagen kallad Ekman i Kristinehamn och Ekman i Stockholm, född 8 januari 1842 i Strömsbro, Gävleborgs län, död 18 augusti 1915 på sitt sommarställe vid Furusund, var en svensk präst, frikyrkoledare och författare. Han var en av grundarna av Svenska missionsförbundet och var riksdagsledamot i sammanlagt ungefär sju år. Han var far till företagaren och riksdagsledamoten Josef Ekman.

## Biografi
Ekman blev student vid Uppsala universitet 1862. Han prästvigdes 1864 och tog pastoralexamen 1871. Han tjänstgjorde i Svenska kyrkan bland annat som komminister i Ockelbo församling 1869–1879 då han begärde avsked från prästämbetet på grund av meningsskiljaktigheter med kyrkan om konfirmationen, nattvardsfirandet och bristen på kyrkotukt. Ekman var en av dem som 1878 grundade Svenska Missionsförbundet och blev också dess förste ordförande. Åren 1879–1886 var han lärare i förbundets skola i Kristinehamn samt skolans föreståndare och därefter missionsföreståndare för Svenska Missionsförbundet. Samtidigt utövade han ett betydande författarskap i den frikyrkliga strömningen.
Åren 1877–1880 gav Ekman ut Vittnet, kristlig månadsskrift tillsammans med Paul Peter Waldenström och 1880–1886 tidskriften Förbundet tillsammans med Andreas Fernholm. Åren 1885–1904 redigerade han tidningen Missionsförbundet och 1888–1904 kalendern Grenljuset. År 1904 lämnade han ordförandeplatsen och missionsföreståndarskapet i Svenska Missionsförbundet för att han fann att hans åsikter om eskatologi, framför allt om alltings återställelse, universalismen, misshagade flera av de ledande inom förbundet. Det hade blivit en stor debatt om hans åsikter här p.g.a. boken "Evangelii fullhet och de eviga straffen" (1903). Han övergick samma år till posten som verkställande direktör i Svenska livförsäkringsbolaget, där han varit medlem i styrelsen sedan 1893. År 1891 utnämndes Ekman till teologie hedersdoktor av kongregationalisternas universitet i Beloit, Wisconsin (USA).

## Teologiska åsikter
Ekmans uppfattning om kyrkliga och teologiska frågor avvek i flera avseenden från den gängse lutherska läran. Om försoningen ansåg han (i likhet med Waldenström), att det inte var Gud, som försonades eller behövde försonas genom Jesus död, utan att världen skulle försonas. Ekman ansåg om världens försoning att den inte blev fullbordad i Kristi död, utan att då lades grunden till försoningen och att Jesus fullkomnades till en frälsningshövding, som försonar människan, när hon tar till sig honom i tro. Ekman försökte först försvara barndopet som ett familjedop, bland annat i skriften Det kristliga dopet (1880), men blev senare en uttalad motståndare till barndopet. Han skrev bland annat att dop av medvetslösa barn är "i uppenbar strid mot det nytestamentliga dopets väsen och natur". Ekman anslöt sig till den reformerta kyrkans syn på nattvarden. Om eskatologin ansåg Ekman först att de som begått synd mot den helige ande är evigt fördömda. Men han övergav senare denna åsikt. Ekman förnekade bestämt att Gud skulle direkt ha dikterat orden när Bibeln skrevs, den så kallade verbalinspirationen. Ekman yrkade på avskaffande av den kyrkliga konfirmationen och på införande av obligatoriskt civiläktenskap.

## Politisk verksamhet
Åren 1885-1887 representerade Ekman Kristinehamns stad, Askersunds stad, Nora stad och Linde i andra kammaren samt 1891-93 och 1894-96 Stockholms stads valkrets. Som frikyrklig, nykterhetsvän, frihandelsvän och motståndare till militarismen hade Ekman stor betydelse för införandet av de frisinnade idéerna i svensk politik. Han skrev 25 egna motioner främst om religionsfrihetsfrågor som införande av obligatoriskt civiläktenskap, rätt att utträda ur statskyrkan och upphävande av skyldigheten att döpa barn. En motion gällde dödsstraffets avskaffande. Ekman var en av grundarna av den svenska parlamentariska fredsgruppen 1892 och deltog i de interparlamentariska fredskongresserna i Rom 1891 och Haag 1894. Under mer än ett kvarts sekel stod han i främsta ledet för den frikyrkliga verksamheten i Sverige och främjandet av dess mission i andra länder. År 1899 anordnades en konferens om Missionen i Kina för vilken utgavs ett samlingsverk av bidragen från olika missionsorganisationer med förord och bidrag av Ekman.